# Umberto Louzer
Umberto Lourenço Louzer Filho (Vila Velha, 24 de fevereiro de 1979) é um treinador e ex-futebolista brasileiro que atuava como volante. Atualmente está no Novorizontino.

## Carreira como jogador
Conhecido apenas como Umberto na época de jogador, nasceu em Vila Velha, no Espírito Santo, e foi revelado em 1999 pelo Paulista. Em 2005 foi para o Marília, mas transferiu-se para o Guarani em maio do mesmo ano após não ser muito aproveitado pelo seu clube anterior.
Depois de dois anos atuando com moderação no Bugre, Umberto assinou com o Atlético Sorocaba. Em 27 de janeiro de 2010, após passagens curtas por Sendas e Ituiutaba, foi contratado pelo Juventude.
Em 11 de outubro de 2011, Umberto assinou um contrato com o rival Caxias. Ele voltou ao seu primeiro clube, o Paulista, em 2014. Depois de uma fraca campanha e um frustrante rebaixamento no Paulistão de 2014 para a sua equipe, se aposentou naquele ano aos 34 anos.

## Carreira como treinador

### Paulista
Louzer iniciou sua carreira de treinador com as bases do Paulista em 2016 para a disputa da Copa São Paulo de Futebol Júnior de 2017, em seguida foi promovido a auxiliar do time profissional no ano seguinte.

### Guarani
No dia 20 de fevereiro de 2017, foi anunciado que seria assistente de outro clube que jogou ainda como jogador, o Guarani.
Em 3 de janeiro de 2018, Louzer foi nomeado substituto até o final do ano. Em 19 de abril, após levar o clube ao título da Série A2, ele renovou seu contrato por mais um ano. Depois de terminar em 9º colocado no Série B de 2018, Louzer foi desligado do clube em 13 de novembro de 2018.

### Vila Nova
Em 20 de novembro de 2018, Umberto Louzer foi anunciado como novo técnico do Vila Nova, substituindo Hemerson Maria para a temporada de 2019. Não durou muito tempo até que pediu demissão em 21 de fevereiro, para assinar com o Coritiba, deixou o Vila Nova com apenas oito jogos disputados.

### Coritiba
No mesmo dia em que foi anunciado a sua saída do Vila Nova, em 21 de fevereiro de 2019, foi anunciado como o novo técnico do Coritiba para a disputa do Campeonato Paranaense e da Série B.
Em 21 de setembro, a diretoria do Coritiba decidiu pela saída do treinador após a derrota por 2 a 0 para o CRB, em pleno Estádio Couto Pereira, pela 23ª rodada da Série B. Louzer saiu do Coxa-branca com 13 vitórias, nove empates e oito derrotas em 30 jogos, com um aproveitamento de 53,3%.

### Chapecoense
Em 17 de fevereiro de 2020, após ficar quase um ano desempregado, foi contratado para ser o treinador da Chapecoense. Logo no seu primeiro ano na Chape, conseguiu conquistar o Campeonato Catarinense após um ano passado frustrante para o time, no qual culminou ao rebaixamento inédito para a Série B. Em 14 de outubro, chegou até aceitar a proposta para ser o novo técnico do Cruzeiro, que também havia sido rebaixado para a Série B no ano passado, mas mudou de ideia da sua decisão e recusou para ficar na Chape.

### Sport
Foi anunciado pelo Sport no dia 15 de abril de 2021. Estreou no dia 24 de abril, na vitória por 1 a 0 sobre o Retrô, pelo Campeonato Pernambucano. Comandou uma boa campanha no estadual, e só sofreu um gol no jogo de ida da final contra o Náutico. Acabou sendo vice-campeão pernambucano, após derrota nos pênaltis no Estádio dos Aflitos. No Campeonato Brasileiro, estreou em um empate em 2x2 contra o Internacional no Estádio Beira-Rio. Em 23 de agosto foi demitido após 40% de aproveitamento.

### Atlético Goianiense
No dia 22 de fevereiro de 2022, foi anunciado como novo treinador do Atlético Goianiense.
Levou a equipe ao 16° título do Campeonato Goiano contra o Goiás.
No dia 15 de maio de 2022, foi demitido do cargo, após a derrota fora de casa para o Atlético-MG, por 2 a 0, pela sexta rodada do Brasileirão Série A de 2022. Pouco depois do término da partida, o Dragão anunciou a saída do treinador através de suas redes sociais. Ao todo, ele somou 22 jogos no time rubro-negro, com 10 vitórias, oito empates e quatro derrotas - aproveitamento de 57%.

### Juventude
Em de 22 de junho de 2022 foi contratado pelo Juventude para comandar o clube no Campeonato Brasileiro.

### CRB
No dia 5 de novembro de 2022, foi contratado pelo CRB para a 2023. No clube alagoano, conquistou o Campeonato Alagoano de 2023, de forma invicta, e chegou a Terceira Fase da Copa do Brasil, sendo eliminado nos penaltis para o Athletico Paranaense. Após iníco ruim no Campeonato Brasileiro, foi demitido no dia 27 de maio.

### Guarani
Em 13 de junho de 2023 foi contratado pelo Guarani para comandar o clube na Série B.

### Chapecoense
Em 11 de fevereiro de 2024 foi contratado pela Chapecoense para comandar o clube na temporada. Acabou deixando o clube após receber convite do Atlético Goianiense.

### Retorno ao Atlético Goianiense
Em 5 de agosto foi anunciado como novo técnico do Atlético Goianiense, na luta contra o rebaixamento no Campeonato Brasileiro de 2024.
Em 29 de outubro de 2024, o Atlético anunciou a saída de Louzer, o técnico pediu demissão e não comanda mais o time. Ao todo, foram 11 partidas (entre Série A e Copa do Brasil) à frente do Dragão nessa segunda passagem pelo clube: três vitórias, um empate e sete derrotas. Um aproveitamento de 30% dos pontos disputados.

### Retorno ao CRB
No dia 30 de novembro de 2024, foi anunciado o seu retorno ao CRB. Na sua primeira passagem, Louzer comandou o clube alagoano em 30 jogos, com 15 vitórias, 7 empates e 8 derrotas.
No dia 27 de março de 2025, o CRB informou o desligamento de Umberto Louzer do clube alagoano. Nessa passagem pelo Galo, Louzer comandou o time em 17 jogos e conquistou sete vitórias, sendo cinco no Campeonato Alagoano e apenas duas na Copa do Nordeste. Empatou ainda sete vezes e sofreu três derrotas.

## Títulos

### Como jogador
Paulista
- Campeonato Paulista - Série A2: 2001
- Campeonato Brasileiro - Série C: 2001

Atlético Sorocaba
- Copa Paulista: 2008

Juventude
- Campeonato do Interior Gaúcho: 2011
- Copa FGF: 2011

Caxias
- Taça Piratini: 2012
- Copa Pantanal: 2012

### Como treinador
Guarani
- Campeonato Paulista - Série A2: 2018

Chapecoense
- Campeonato Catarinense: 2020
- Campeonato Brasileiro - Série B: 2020

Atlético Goianiense
- Campeonato Goiano: 2022

CRB
- Campeonato Alagoano: 2023, 2025